# Грузино-пакистанские отношения
Грузино-пакистанские отноше́ния — дипломатические отношения между Грузией и Пакистаном были установлены 12 мая 1994 года.

## Послы
Чрезвычайный и Полномочный посол Исламской Республики Пакистан в Грузии (с резиденцией в Баку):
- Асма Аниса (1999—2000)
- Мохаммед Фаиз Кхосо (2001—2003)
- Мухаммед Хафиз (2003—2006)
- Джавед Куреши (2006—2008)
- Абдул Хамид (22 декабря 2008 — ?)
- Гасим Мохиуддин (с 2024)

## Торговые отношения
|                 | 2000 | 2001 | 2002 | 2003 | 2004  | 2005  | 2006  | 2007  | 2008  | 2009  | 2010 (январь-июль) |
| --------------- | ---- | ---- | ---- | ---- | ----- | ----- | ----- | ----- | ----- | ----- | ------------------ |
| Экспорт         | 13.4 | -    | -    | 27.0 | -     | 38.3  | 67.0  | 585.3 | 117.3 | 92.1  | 21.8               |
| Импорт          | 8.4  | -    | -    | 16.0 | 605.4 | 93.4  | 445.9 | 288.0 | 156.6 | 270.3 | 955.8              |
| Торговый баланс | 21.8 | -    | -    | 43.0 | 605.4 | 131.7 | 512.9 | 873.3 | 273.9 | 362.4 | 977.6              |